# 佘健明
佘健明（1936年3月—2019年8月15日），男，湖南长沙人，中华人民共和国政治人物，曾任国家计划委员会副主任、党组成员，第九届全国政协委员。